# 에티오피아의 세계유산

에티오피아의 세계유산은 세계유산 위원회를 거쳐 유네스코 세계유산에 등재된 에티오피아의 세계유산을 일컫는다. 에티오피아는 1977년 7월 6일 유네스코 협약에 비준한 이래, 8건의 문화유산과 1건의 자연유산을 보유하고 있다.

## 목록

### 문화유산
| No. | 사진            | 등록명                      | 소재지             | 등록년도 | 등록기준          | 유네스코 지정번호 | 비고 |
| 1   |                 | 랄리벨라 암굴 교회군        | 암하라주           | 1978년   | (ⅰ), (ⅱ), (ⅲ)     | 18                |      |
| 2   |                 | 파실 게비, 곤다르 지구      | 암하라주           | 1979년   | (ⅱ), (ⅲ)          | 19                |      |
| 3   |                 | 아와시강 하류 유역          | 아파르주           | 1980년   | (ⅱ), (ⅴ)          | 10                |      |
| 4   |                 | 티야                        | 남부국민민족인민주 | 1980년   | (ⅰ), (ⅳ)          | 12                |      |
| 5   | 악숨 오벨리스크 | 악숨                        | 티그라이주         | 1980년   | (ⅰ), (ⅳ)          | 15                |      |
| 6   |                 | 오모강 하류 유역            | 남부국민민족인민주 | 1980년   | (ⅲ), (ⅳ)          | 17                |      |
| 7   |                 | 하라르 역사 요새(주골) 도시 | 하라리주           | 2006년   | (ⅱ), (ⅲ) (ⅳ), (ⅴ) | 1189              |      |
| 8   |                 | 콘소 문화 경관              | 남부국민민족인민주 | 2011년   | (ⅲ), (ⅴ)          | 1333              |      |

### 자연유산
| No. | 사진 | 등록명          | 소재지   | 등록년도 | 등록기준 | 유네스코 지정번호 | 비고                                   |
| 1   |      | 시미엔 국립공원 | 암하라주 | 1978년   | (ⅶ), (ⅹ) | 9                 | • 위험에 처한 세계유산 (1996년~2017년) |

## 지역별 분포
문화유산
 자연유산
 복합유산